# Northfield (Minnesota)
Northfield és una població dels Estats Units a l'estat de Minnesota. Segons el cens del 2003 tenia 18.256 habitants.

## Demografia
Segons el cens del 2000, Northfield tenia 17.147 habitants, 4.909 habitatges, i 3.210 famílies. La densitat de població era de 947,1 habitants per km².
Dels 4.909 habitatges en un 35,4% hi vivien nens de menys de 18 anys, en un 52,7% hi vivien parelles casades, en un 9,6% dones solteres, i en un 34,6% no eren unitats familiars. En el 27,5% dels habitatges hi vivien persones soles el 9,6% de les quals corresponia a persones de 65 anys o més que vivien soles. El nombre mitjà de persones vivint en cada habitatge era de 2,53 i el nombre mitjà de persones que vivien en cada família era de 3,08.
Per edats la població es repartia de la següent manera: un 20,2% tenia menys de 18 anys, un 32,1% entre 18 i 24, un 21% entre 25 i 44, un 16,1% de 45 a 60 i un 10,5% 65 anys o més.
L'edat mediana era de 23 anys. Per cada 100 dones de 18 o més anys hi havia 87,7 homes.
La renda mediana per habitatge era de 49.972$ i la renda mediana per família de 61.055$. Els homes tenien una renda mediana de 40.008$ mentre que les dones 28.456$. La renda per capita de la població era de 18.619$. Entorn del 2,8% de les famílies i el 7,2% de la població estaven per davall del llindar de pobresa.

## Poblacions més properes
El següent diagrama mostra les poblacions més properes.

## Fills il·lustres
- Peter Agre (1949 -) biòleg, Premi Nobel de Química de l'any 2003.